# Wikmanshytte Bruk

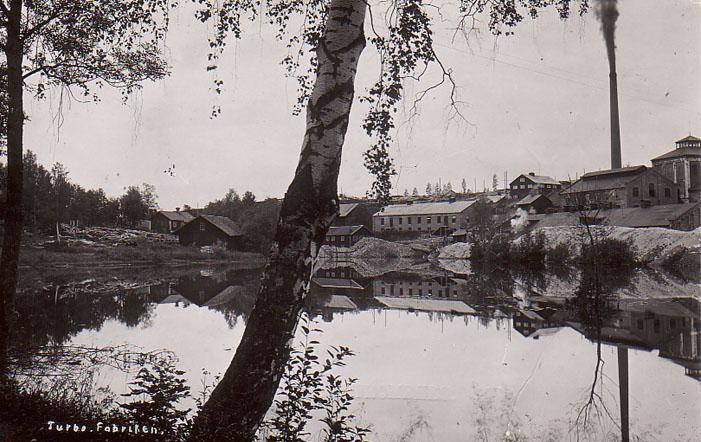
Thurbo sulfitfabrik på 1920-talet

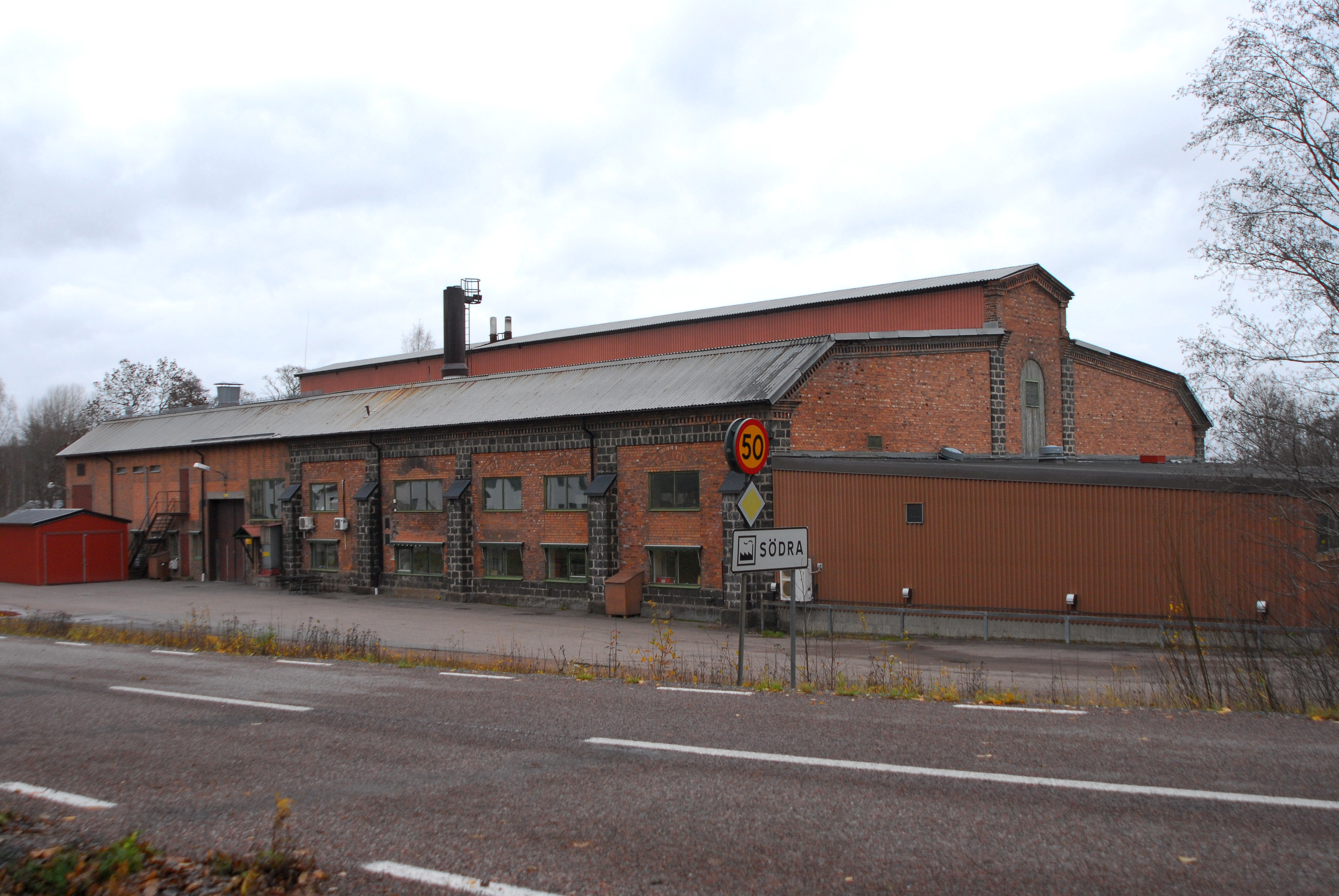
Martinstålverket i Vikmanshyttan.

Wikmanshytte Bruks AB, tidigare skogs- och stålkoncern med främst järnverk i Vikmanshyttan samt sågverk och sulfitfabrik i Turbo. Ståltillverkningen bestod ursprungligen främst av degelstål, men kom senare utvidgas till att omfatta snabbstål, hårdmetall, verktygstål, rostfritt stål samt kromnickelstål.

## Historia
Wikmanshytte Bruks AB bildades 1922 efter rekonstruktionen av den tidigare ägaren Scania-Vabis, som gick i konkurs 1921, och övertog då stora delar av f.d. Larsbo-Norns AB:s verksamhet (då främst i Vikmanshyttan och Turbo). 1937 förvärvades Ulfshytte Jernverks AB, vars verksamhet bestod av järnverk med masugn och sintringsverk, sågverk med hyvleri samt järnmalmsgruvor vid Ulvshyttan och  Bråfall i Silvbergs socken, Dalarna. Man var även delägare i Bispbergs gruva utanför Säter och Granrotsgruvan i Norberg.
Bolaget var inriktat på specialstål, bland annat snabbstål, av hög kvalitet. Wikmanshyttan hade svenskt patent på en degelstålmetod som uppfunnits av Uchatii, vilket gav så kallat C.R.U.-stål (efter Wikmanshytte bruks dåvarande ägare C. R. Ulff). I och med nya tillverkningsprocesser, såsom thomasprocessen, olika svavelreningsprocesser och möjlighet att använda järnskrot i tillverkningen fick den fosfor- och svavelfattiga bergslagsmalmen som bruket hade tillgång till, främst genom Bispbergs gruva, allt mindre betydelse.
1948 inleddes även en mindre tillverkning av hårdmetall. Bolagets verksamhet bestod då av järnverket i Vikmanshyttan (stålverk med anrikningsverk, sintringsverk, masugn, degelstålugnar, elektriska stålugnar samt valsverk, smidesverkstäder och hårdmetallfabrik - omkring 460 arbetare) samt Turbo sulfitfabrik (omkring 100 arbetare) och sågverk med hyvleri (omkring 25 arbetare). Utöver detta bedrev Wikmanshytte Bruk ett omfattande jord- och skogsbruk. Genom dotterbolagen Ulfshytte Jernverks AB och Risshytte Bruks AB bröts även järnmalm i egna gruvor. 1966 blev Wikmanshytte Bruk ett dotterbolag till Stora Kopparbergs Bergslags AB, och i samband med detta avvecklades bolagets gruvdrift. 1968 fusionerades ståldelen med Stora Kopparbergs specialstålenhet i Söderfors under namnet Specialstålverken. Turbo sulfitfabrik och sågverk lades däremot ned 1970. I samband med 1970-talets omstrukturering inom svensk stålindustri nedlades verksamheten i Vikmanshyttan 1976/77.  En mindre del övertogs dock av Fagersta AB. Denna är idag i Erasteel Klosters ägo.

## Historia före år 1922
Framställning och bearbetning av järn har mycket gamla anor i Vikmanshyttan, sannolikt sedan strax efter slutet av vikingatiden. En viktig förutsättning för detta var att den mycket lilla å som rinner från Wikmanshyttesjön hade tillräcklig fallhöjd för att driva mindre vattenhjul som var kopplade till olika anordningar för att framställa järn. Vattentillgången var begränsad så det fanns inte förutsättningar för någon stor hytta eller annan stor industri som drevs med hjälp av vattenhjul. Ren malm från bland annat Bispbergs gruva och förmåga att framställa stålprodukter av för sin tid mycket hög kvalitet, dock i små mängder, gjorde att bruket ändå överlevde den så kallade bruksdöden under 1800-talet. År 1860 gjorde man de första lyckade försöken att tillverka degelstål.
På initiativ av brukspatronen Henric Gahn bildades 1873 Larsbo-Norn aktiebolag genom att  Wikmanshyttan, Larsbo Bruk i Söderbärke socken, Norns bruk och ett antal andra mindre gamla bruk i Hedemora landskommun -Thurbo, Nyhyttan, Prästhyttan med Långfors, Dräcke och Gränse  - slogs samman till ett aktiebolag. De gamla ägarna betalades genom att de fick aktier i det nybildade bolaget Larsbo-Norn AB i proportion till värdet av deras andel i respektive bruk. Bolagets största tillgång var stora skogsområden. Järnindustrin var hotad av utländsk konkurrens med fallande priser så en stor omstrukturering var nödvändig. En viktig förändring var att de tidigare självständiga bruken fick en gemensam ledning och huvudkontor i Vikmanshyttan. Ett stort problem för det nybildade bolaget var dock höga kostnader för transporter mellan de tidigare självständiga bruken och gruvorna. En annan viktig förändring var att Södra Dalarnes Järnväg byggdes mellan Krylbo och Borlänge och fick en station i Vikmanshyttan. Detta bidrog till att bolaget centraliserade framställningen av järn och olika stålsorter till Vikmanshyttan. Genom att bygga egna vattenkraftstationer för produktion av el och ansluta till en högspänningsledning från Älvkarleby fick bolaget den energi som behövdes för en kraftig expansion av verksamheten i Vikmanshyttan. Lönsamheten varierade starkt med stora förluster vissa år följt av stora vinster andra år. De sista åren under första världskriget var lönsamheten extremt hög följd av en extremt kraftig nedgång i konjunkturen.

## Galleri Wikmanshytte Bruk

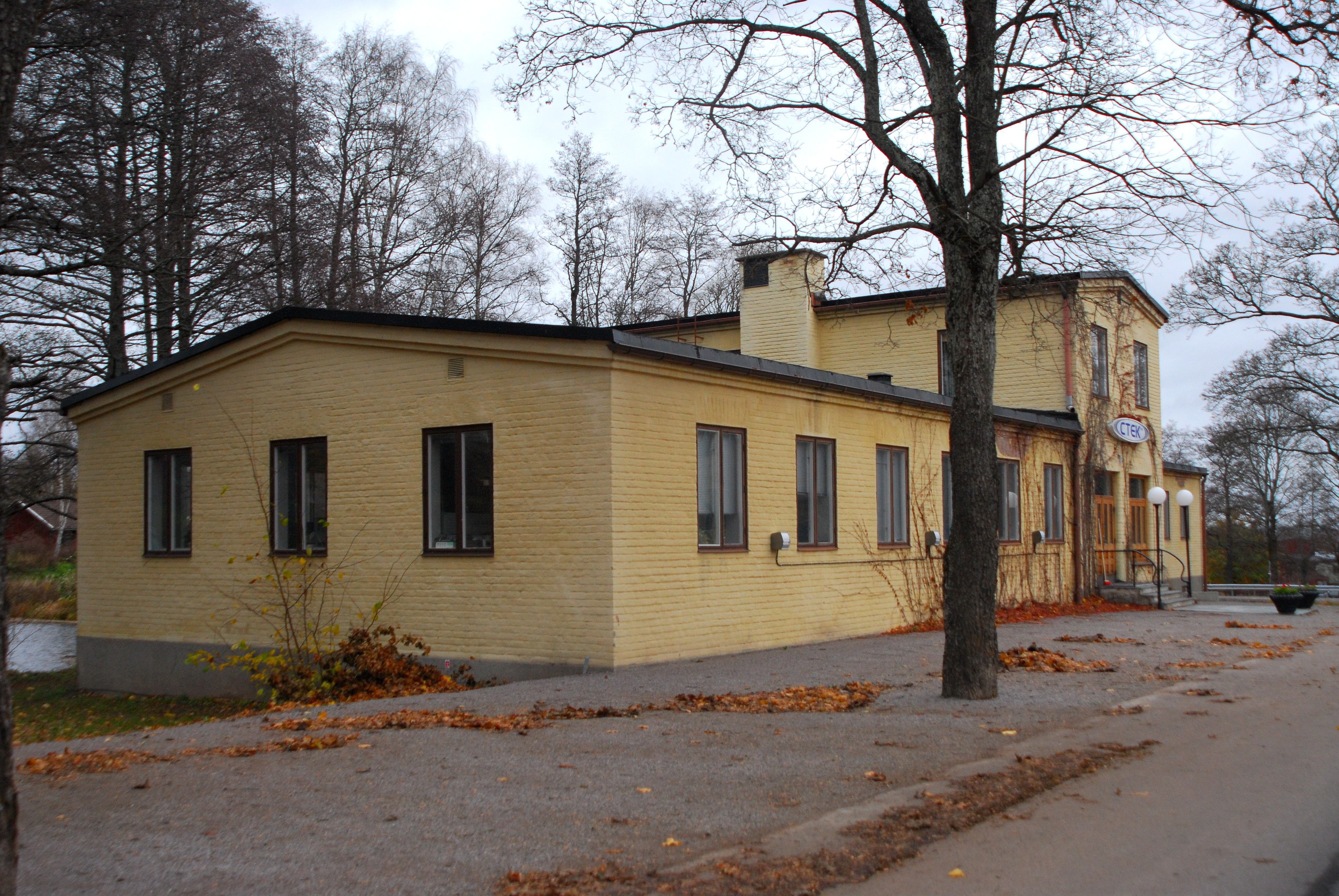
Brukskontoret
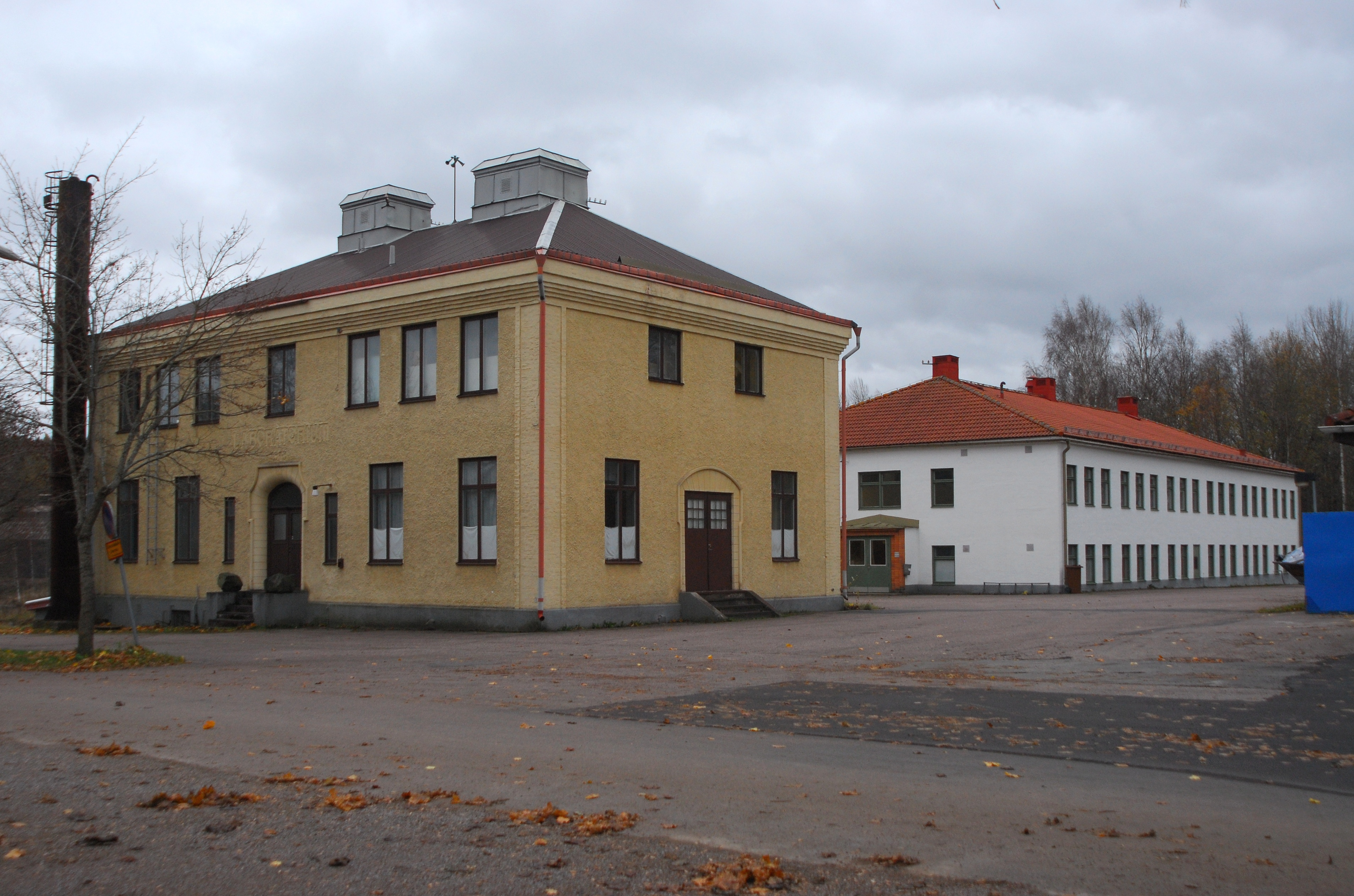
Laboratorium och hårdmetallfabrik
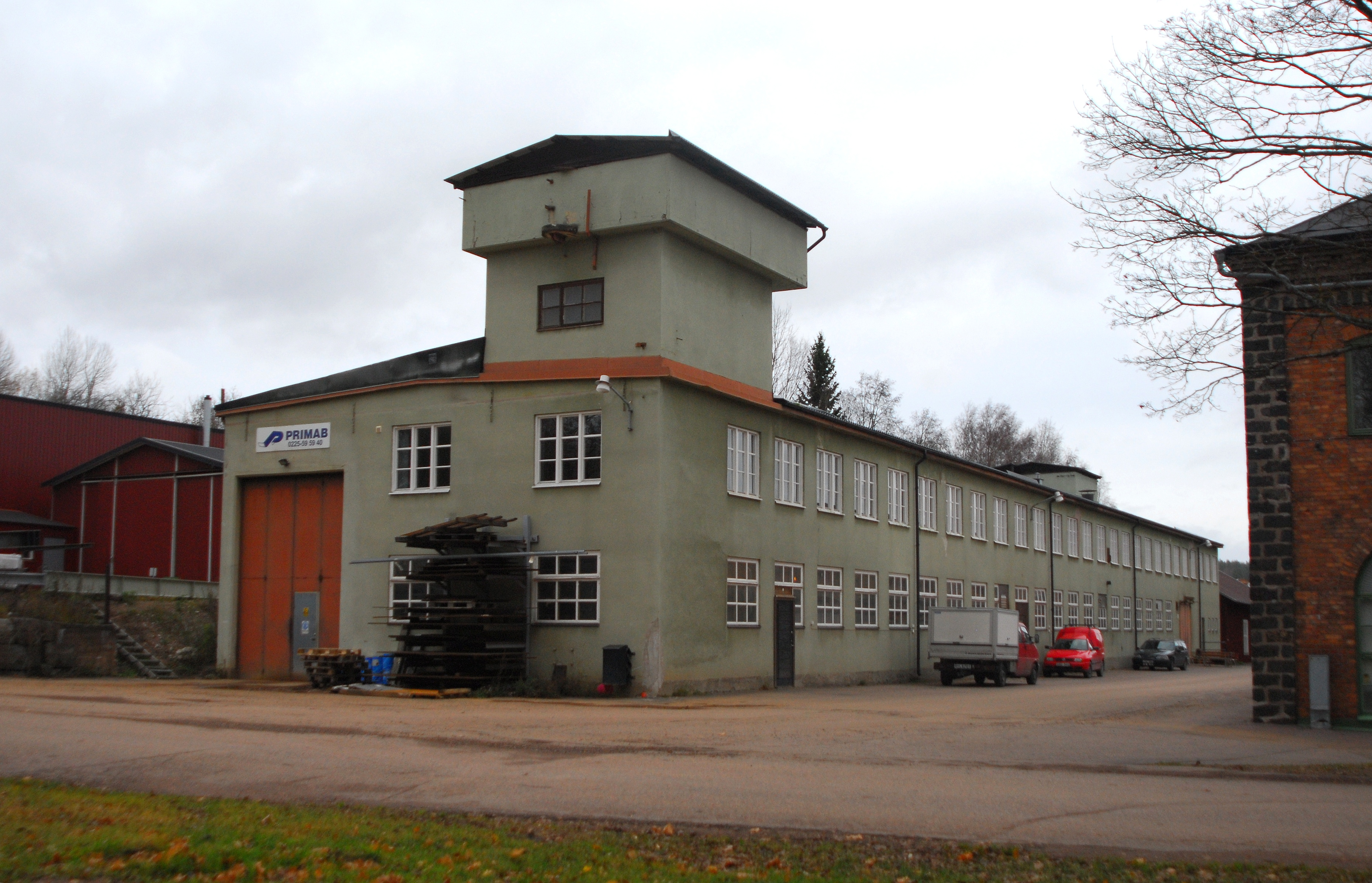
Mekaniska verkstaden
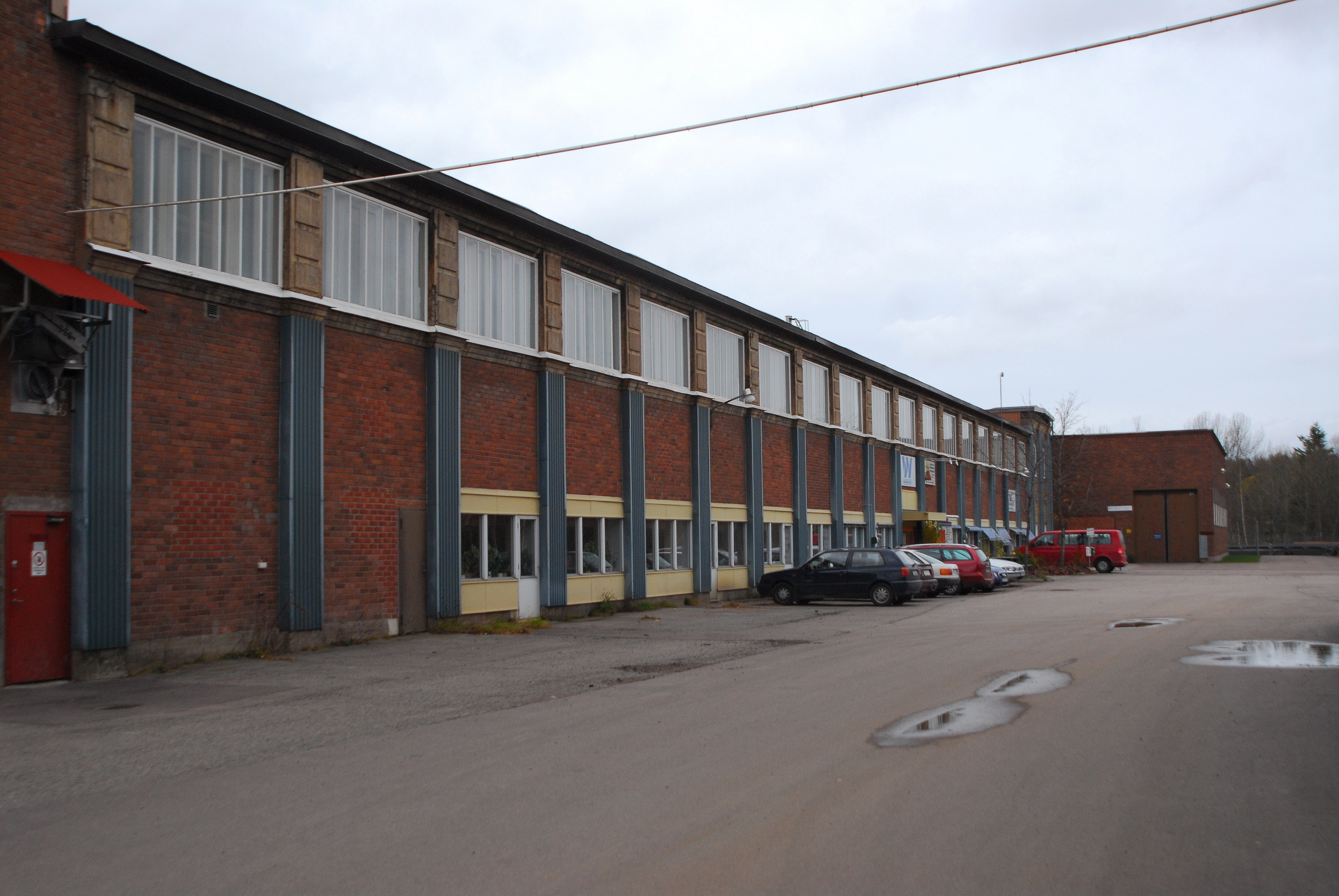
Varmvalsverket
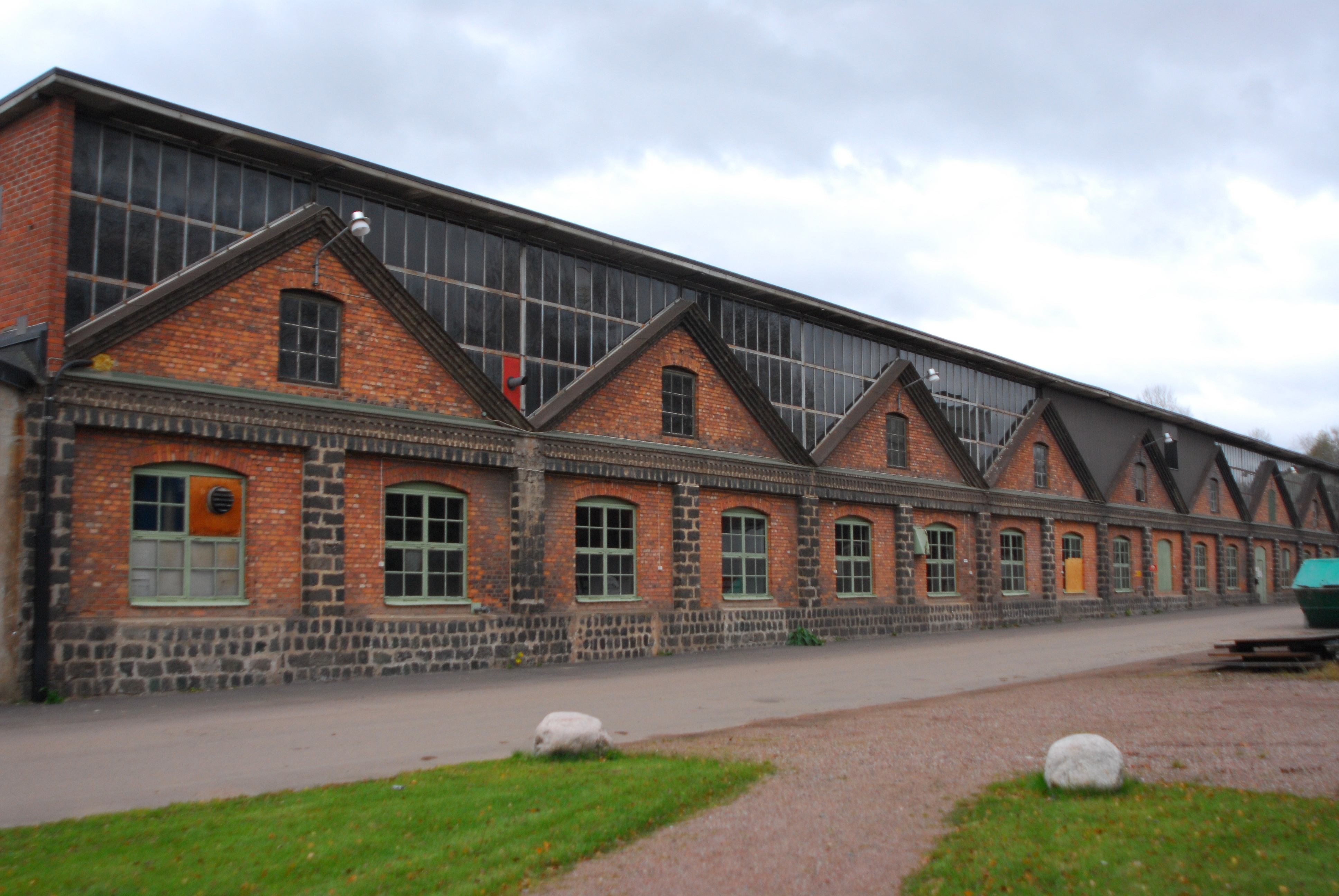
Kallvalsverket
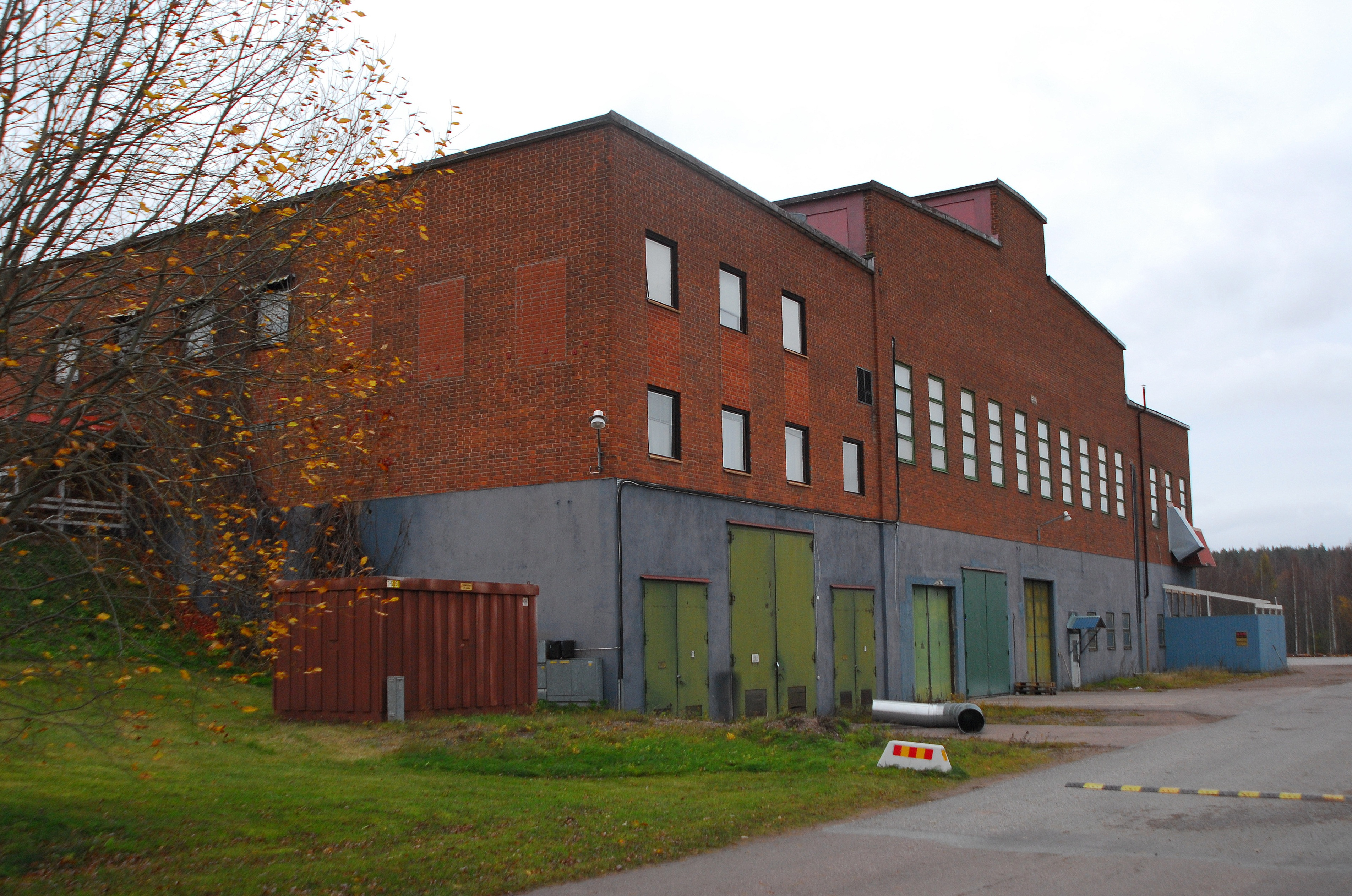
Färdigställningsverket